# Неижпапа, Алексей Леонидович
Алексе́й Леони́дович Неижпа́па (укр. Олексій Леонідович Неїжпапа; род. 9 октября 1975, Севастополь) — украинский военачальник. Командующий Военно-морскими силами Украины с 11 июня 2020 года, вице-адмирал (2022).

## Биография
В 1997 году окончил Севастопольский военно-морской институт.
С 1997 по 2000 год – командир зенитной ракетной батареи ракетно-артиллерийской боевой части фрегата «Севастополь» (до 1997 года "Разительный").
В период 2000—2006 годов проходил службу в должностях от старшего помощника командира корвета «Луцк» до командира морского тральщика «Черкассы».
Прошёл в 2008 году переподготовку (оперативно-тактический уровень) в Севастопольском военно-морском институте
В 2006—2007 годах — заместитель командира Южной военно-морской базы (Донузлав).
2007—2008 годах — начальник штаба — первый заместитель командира первой бригады надводных кораблей.
2008—2012 годах — командир 1-й бригады надводных кораблей.
2012—2015 годах — первый заместитель начальника штаба командования ВМСУ. Временно возглавлял академию военно-морских сил.
В 2015 году окончил Национальный университет обороны Украины.
В 2015—2019 годах — заместитель командующего Военно-морскими силами по боевой подготовке — начальник управления боевой подготовки Командования Военно-морских сил ВСУ. Принимал участие в боевых действиях на Донбассе, на должностях командира корабля и командира бригады дважды получал внеочередные воинские звания.

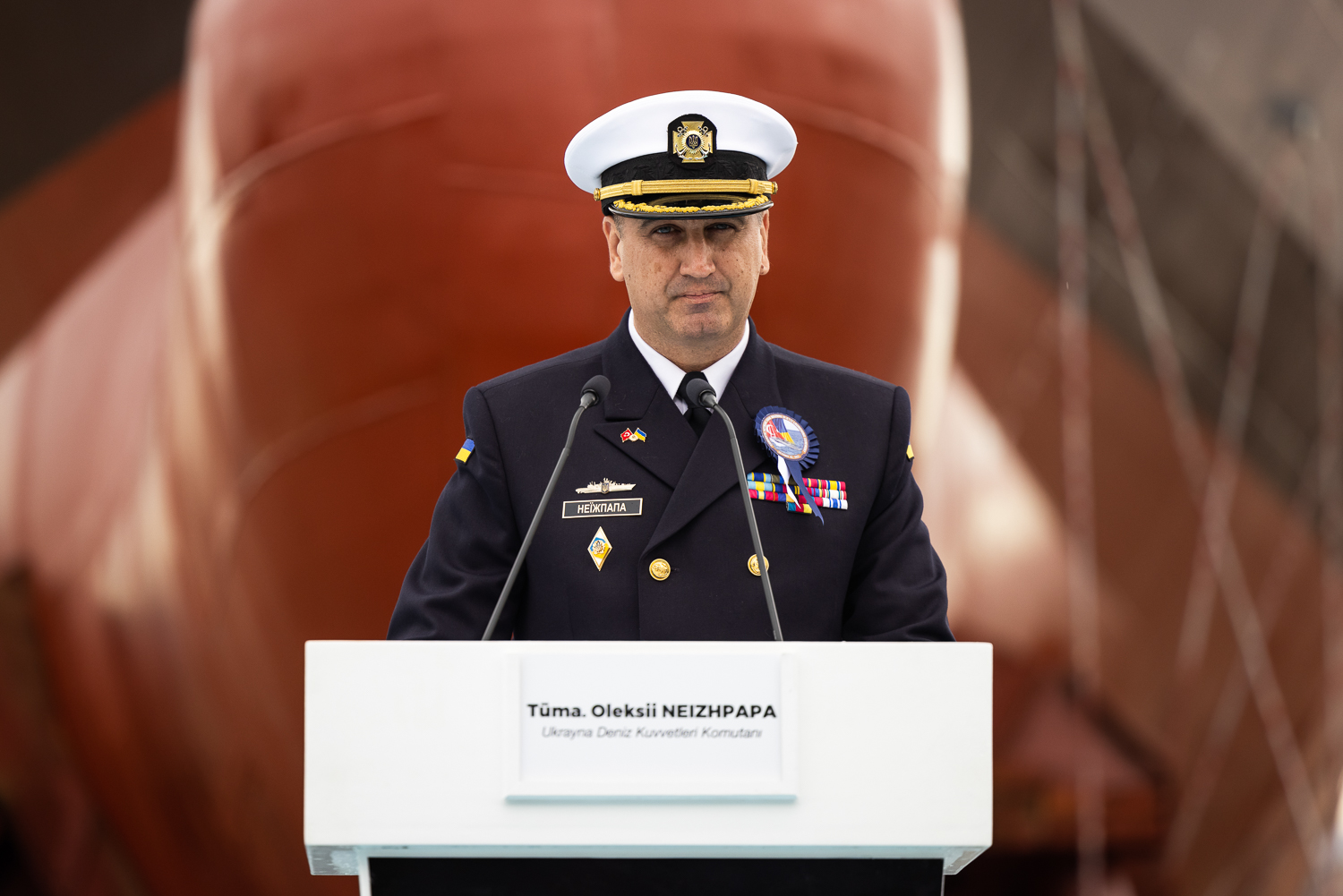
Неижпапа во время визита в Турецкую Республику, 2 октября 2022 года

С апреля 2020 года — заместитель командующего Военно-морскими силами Вооружённых сил Украины. Принимал участие в Войне в Донбассе на территории Донецкой и Луганской областей.
Указом Президента Украины № 217/2020 от 11 июня 2020 года назначен командующим ВМС Украины.

## Факты
Имеет тесные связи с бывшим министром внутренних дел Украины Арсеном Аваковым.
Неоднократно осуществлял руководство украинско-американскими учениями «Си Бриз» от украинской стороны.
По информации СМИ, во время президентской избирательной кампании 2019 года агитировал за 5-го президента Петра Порошенко в одной из частей Николаевского гарнизона ВМС.

## Воинские звания
- Капитан 1-го ранга
- Контр-адмирал (23 августа 2017)[6]
- Вице-адмирал (16 апреля 2022)[7]

## Награды и отличия
- Медаль «За военную службу Украине» (24 августа 2012)[8]
- Орден Богдана Хмельницкого III степени (17 июня 2022) — за личное мужество и самоотверженные действия, проявленные в защите государственного суверенитета и территориальной целостности  Украины, верность военной присяге[9].

## Уголовное преследование в России
В сентябре 2023 года стало известно, что заочно обвинения в совершении преступлений, предусмотренных пп. "а", "в" ч. 2 ст.205 УК РФ (террористический акт), предъявлены командующему ВМС ВСУ Алексею Неижпапе.